# Sturzenegger (Familie)
Bei den Sturzenegger handelt es sich um eine Verleger- und Druckereibesitzerfamilie aus Trogen im Schweizer Kanton Appenzell Ausserrhoden.

## Geschichte
Der Landwirt Ulrich Sturzenegger übernahm im Jahr 1745 die Herausgabe des populären Appenzeller Kalenders. Seine Vorfahren sassen seit mindestens drei Generationen im Trogener Gemeinderat. Zahlreiche Familienmitglieder standen als Hauptleute im Solddienst. Die verlegerischen Aktivitäten erweiterte Ulrich Sturzenegger 1766 mit der Gründung einer Druckerei. Es war die erste im Kanton Appenzell Ausserrhoden, die Bestand haben sollte.
Trotz steten Behinderungen durch die Zensur wurde der Familienbetrieb von drei Generationen, unter anderem Johann Ulrich Sturzenegger, erfolgreich weitergeführt. Im Jahr 1846 ging er an Johannes Schläpfer über. Wichtigstes Produkt blieb der Appenzeller Kalender.
Alle Familienmitglieder, die als Verleger wirkten, waren auch Trogener Ratsherren. Zwei versahen zudem das Doppelamt Gemeindehauptmann und Gemeindeschreiber.